# Tragédie Foraine

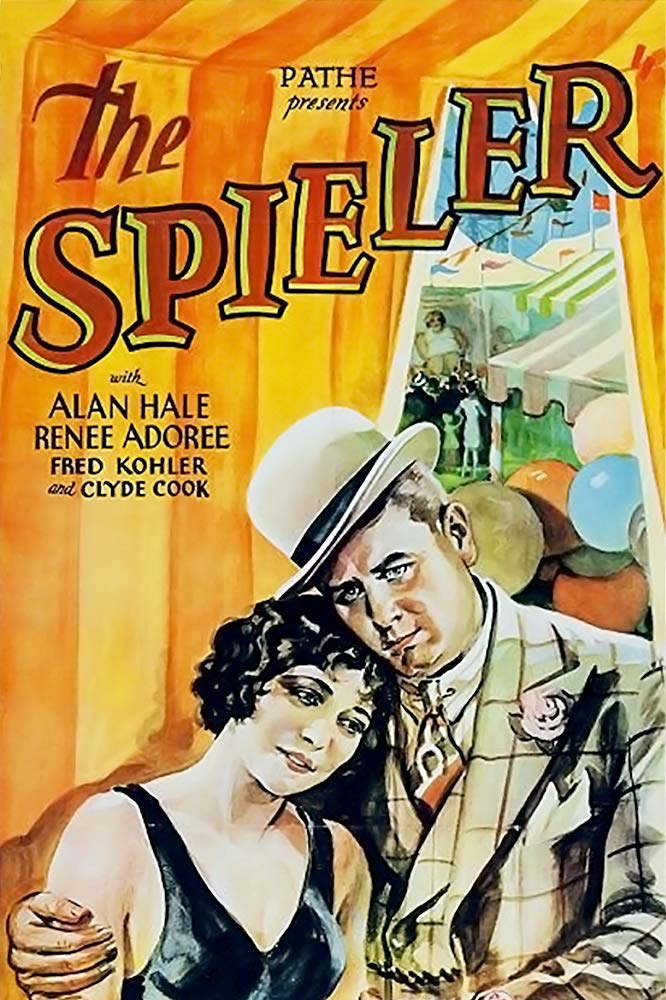
Affiche du film.

Tragédie Foraine (The Spieler) est un film américain partiellement parlant réalisé par Tay Garnett, sorti en 1928. Bien que le film ait quelques séquences avec des dialogues audibles, la majorité du film a une piste sonore synchronisée avec musique et effets sonores, utilisant le procédé son sur disque.

## Synopsis
Alan Hale, bonimenteur de foire, se rend compte que ses valeurs morales ont besoin d'être revues lorsqu'il tombe amoureux de sa nouvelle patronne, une réformatrice déterminée à purger son spectacle des escrocs et des pickpockets.

## Fiche technique
- Réalisation : Tay Garnett
- Scénario : Hal Conklin, Tay Garnett, John W. Krafft (titres)
- Photographie : Arthur C. Miller
- Montage : Doane Harrison
- Musique : Josiah Zuro
- Production : Ralph Block Productions
- Distributeur : Pathé Exchange
- Durée : 62 minutes
- Date de sortie : 20 décembre 1928

## Distribution
- Alan Hale : Flash
- Clyde Cook : Luke aka 'Perfesser' McIntosh
- Renée Adorée : Cleo d'Alzelle
- Fred Kohler: Red Moon
- Fred Warren : L'aboyeur
- James Quinn : The Rabbit
- Kewpie Morgan : Butch
- Billie Latimer : la femme à barbe

## Distinction
- Meilleur film du mois pour le magazine Photoplay en décembre 1928[2].

## Statut du film
Le film est dans le domaine public.